# Thai Oil
Thai Oil Public Company Limited o semplicemente Thaioil (in taliandese: ไทยออยล์) è un'azienda pubblica tailandese filiale di PTT. Fu fondata il 3 agosto 1961 come Oil Refinery, Ltd. Quotata dall'ottobre 2004 nella Borsa di Thailandia (SET), è la più grande azienda tailandese nel campo della raffinazione del petrolio.
Nel 2010 ha dichiarato la propria intenzione a partecipare alla Collective Action Coalition Against Corruption (CAC), ottenendo successivamente la relativa certificazione.
Le raffinerie di petrolio dell'azienda hanno una capacità totale di 275.000 barili al giorno, ma è stato annunciato un aumento di tale valore fino a 400.000 barili al giorno a partire dal 2020 attraverso la produzione di una nuova raffineria a Si Racha, che produrrà carburanti puliti (in particolare con basse concentrazioni di zolfo), nell'ambito di un progetto del valore di 4 miliardi di dollari avviato nel 2018, nato dalla collaborazione tra Thai Oil, Petrofac, Saipem e Samsung Engineering.